# Daniel Wirtz (Geologe)
Daniel Wirtz (* 6. Dezember 1914 in Tübingen; † 8. Januar 1965 in Hamburg) war ein deutscher Geologe und Hochschullehrer.

## Wissenschaftlicher Werdegang
Daniel Wirtz wurde als Sohn des Astronomieprofessors Carl Wilhelm Wirtz in Tübingen geboren. Nach seinem Abitur in Kiel begann er 1933 an der Christian-Albrechts-Universität zu Kiel Geologie mit den Nebenfächern Mineralogie, Zoologie und Ozeanographie zu studieren.
Nach Studienaufenthalten in Kopenhagen und Zürich promovierte Daniel Wirtz 1936 trotz der persönlichen Intervention von Rektor Georg Dahm, der im gleichen Jahr seinem Vater die Lehrbefugnis entzog, bei Karl Beurlen mit einer Arbeit über das Alttertiär in Schleswig-Holstein. Nach Ableistung des Militärdienstes von 1936 bis 1938 arbeitete Wirtz 1939 und 1941–43 bei der Meeresgeologischen Forschungsstelle des Reichsamtes für Bodenforschung in Kitzeberg. Hier beschäftigte er sich vor allem mit Fragestellungen des Küstenschutzes und Materialverlagerungen entlang der pommerschen und mecklenburgischen Küste.
Nach dem Zweiten Weltkrieg wurde Daniel Wirtz Assistent am Geologischen Institut der Universität Hamburg und erwarb sich große Verdienste beim Aufbau des kriegszerstörten Institutes. Im November 1946 habilitierte er bei Hans Cloos über die Sedimente der Weltmeere. In den frühen 1950er Jahren beschäftigte sich Daniel Wirtz vor allem mit Problemen der Tertiär-Quartär-Stratigrafie in Nordwestdeutschland und führte dazu bereits 1949 Studienreisen nach Wales und West-England durch. Am 30. März 1954 wurde Daniel Wirtz zum Professor an der Universität Hamburg berufen.
Nach langer schwerer Krankheit und ärztlich empfohlenem Klimawechsel setzte Wirtz seine Grundlagen- und Feldforschung 1953 bis 1955 in der Türkei fort. Nach seiner Rückkehr 1956 trat er eine Stelle in der Auslandsabteilung des Amtes für Bodenforschung an. Er betreute in den folgenden Jahren geologische und lagerstättenkundliche Arbeiten in Indonesien und im Iran. Im Jahr 1958 erhielt er den Auftrag zum Aufbau und Leitung einer geologischen Mission in Afghanistan. Sowohl administrative als auch Geländearbeiten wurden von ihm mit großem Engagement durchgeführt.
1964 legte er auf dem XXII. Internationalen Geologischen Kongress in New Delhi die erste Geologische Karte von Zentral- und Südafghanistan mit entsprechenden regionalgeologischen Erläuterungen vor.
Nach langer Krankheit, die ihn immer wieder in seinen Arbeiten einschränkte, starb Daniel Wirtz am 8. Januar 1965 während eines Heimaturlaubes in Hamburg.

## Veröffentlichungen (Auswahl)
- Die Schwonsburg bei Arnis, ein Os. – Die Heimat, Kiel 1933

- Das Altteriär in Schleswig-Holstein. N. Jb. Mineral., B, Beil.-Bd 81, Stuttgart 1939, S. 215–297

- Die Beziehung zwischen submariner Abtragung und Sandwanderung an der Küste Pommerns. Mitt geol. Staatsdienst Hamburg, 18, Hamburg 1949, S. 45–72

- Die Plio-Pleistozängrenze und Günzeiszeit in Nordwestdeutschland. Eiszeitalter und Gegenwart, 1, Öhringen 1951, S. 73–83 (mit Henning Illies)

- Zur Stratigrafie des Pleistozäns im Westen der Britischen Inseln. N. Jb. Paläont. Abh., 96, Stuttgart 1953, S. 267–303

- Beobachtungen zur jüngeren geologischen Entwicklung Anatoliens (Beispiele aus der Ägäis und Zentralanatolien). Geol. Jb., 76, Hannover 1959, S. 325–334

- Geological map of Afghanistan, Central and Southern Part 1:1.000.000, Hannover 1964

- Zur regionalgeologischen Stellung der afghanischen Gebirge. Einführung und Gesamtübersicht. In: Zur Geologie in Nordost- und Zentralafghanistan, Geol. Jb., 70, Bh., Hannover 1964, S. 5–18 (mit Gottfried Gabert, Carsten Hinze, Dietrich Weippert und Klaus Fesefeldt)